# Wielki Buczek (Rychtal)
Wielki Buczek (deutsch Groß Butschkau) ist eine Ortschaft mit einem Schulzenamt der Stadt-und-Land-Gemeinde Rychtal im Powiat Kępiński der Woiwodschaft Großpolen in Polen.

## Geschichte

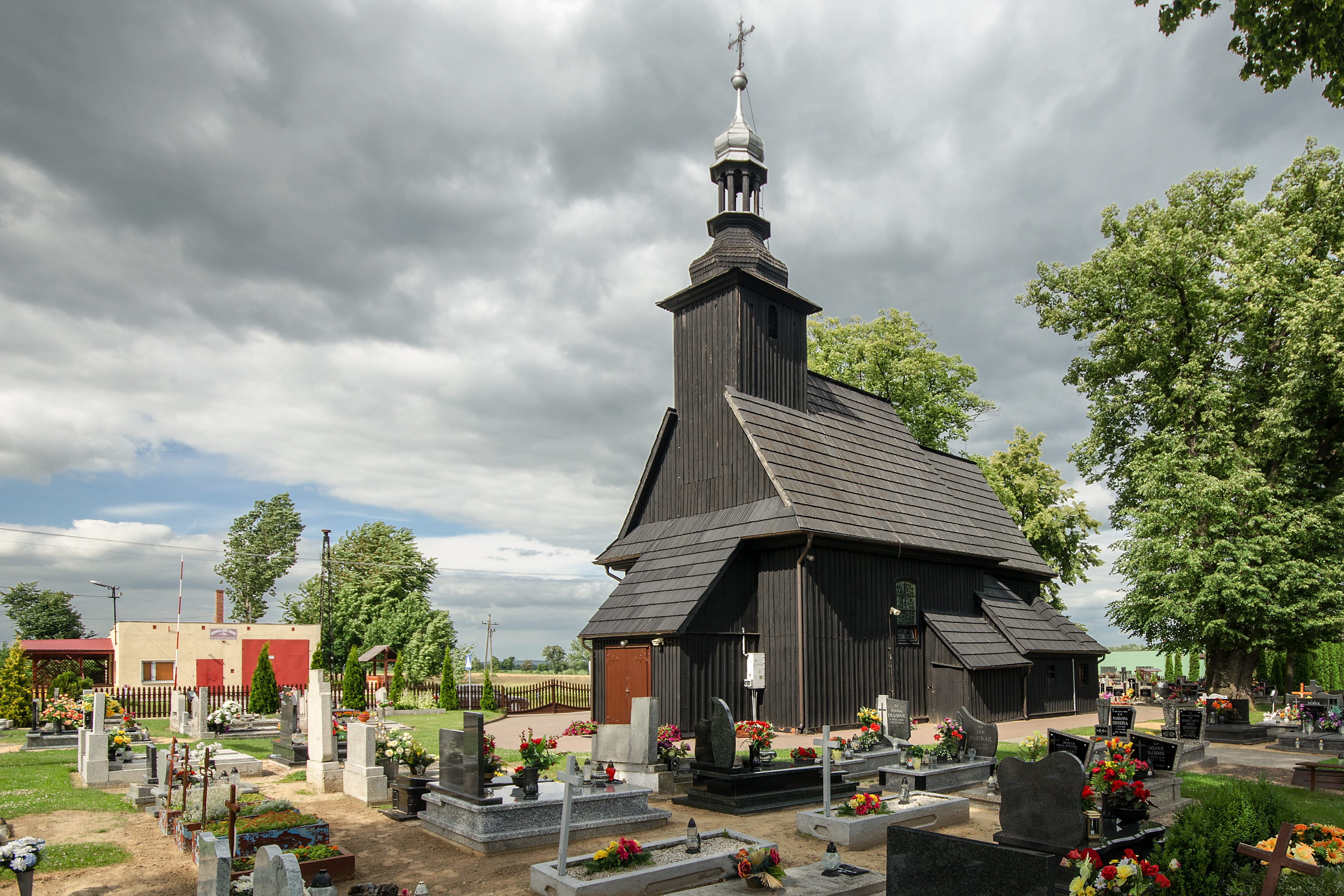
Römisch-katholische Holzkirche aus dem Jahr 1802

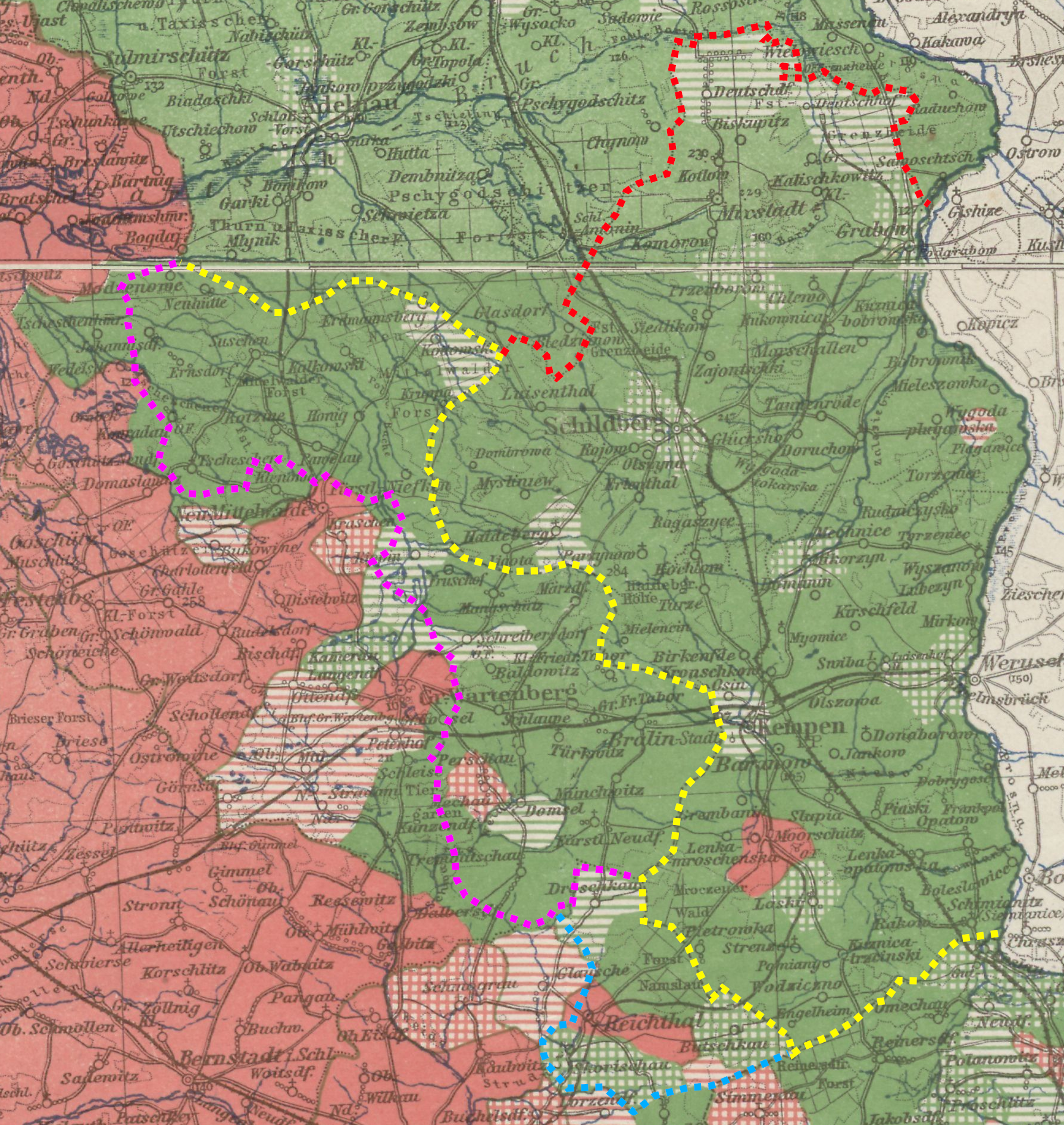
Sprachkarte aus dem Jahr 1910: Gelbe gestrichelte Linie: schlesisch-großpolnische Grenze, blaue gestrichelte Linie: Reichthaler Ländchen

Der Ort wurde im Jahr 1267 als Bwchoy erstmals urkundlich erwähnt. Circa 1300 im Liber fundationis episcopatus Vratislaviensis (Zehntregister des Bistums Breslau) als Bucecz benannt. Der ursprüngliche Name war wahrscheinlich Buczków, vom Personennamen Buczek mit dem Suffix -ów, sekundär Buczek (die diminutive Form von buk: Buche), die Unterscheidung Groß/Klein tauchte im 17. Jahrhundert auf, z. B. 1541 Grosputscke, 1845: Grossbutschkau/Wielki Buczeg, im späten 19. Jahrhundert Butschkau polnisch Buczków.
Groß sowie Klein Butschkau gehörten von 1818 bis 1920 dem schlesischen Landkreis Namslau an. Mit dem überwiegend polnischsprachigen Reichthaler Ländchen wurde Buczek 1921 ohne Volksabstimmung vom Deutschen Reich an das wiedergegründete Polen abgetreten. Seitdem ist Wielkie Buczek bzw. Buczek (mit Mały Buczek) mit der Woiwodschaft Posen, bzw. Großpolen verbunden, zunächst im Powiat Kępiński.
Im Jahr 1921 gab es in der Gemeinde Buczek mit den Ortsteilen Okszyce und Szarlota im Powiat Kępno 39 Häuser mit 270 Einwohnern, 194 hielten sich für polnischer und 76 für deutscher Nationalität, 205 waren römisch-katholisch, 64 evangelisch. Im Gutsgebiet Buczek Wielki gab es 13 Häuser mit 259 Einwohnern, davon 151 Deutsche, 108 Polen, 139 Evangelische, 119 Römisch-Katholiken, 1 Jude, im Gutsgebiet Buczek Mały gab es 2 Häuser mit 52 Einwohner, 36 Deutsche, 16 Polen, alle waren römisch-katholisch.
Beim Überfall auf Polen 1939 wurde das Gebiet von den Deutschen besetzt und dem Landkreis Kempen im Reichsgau Wartheland zugeordnet. Nach dem Krieg verließ die Mehrheit der Dorfbevölkerung den Ort.
Von 1975 bis 1998 gehörte Wielki Buczek zur Woiwodschaft Kalisz.